# ستيفن غولدبرغ
ستيفن غولدبرغ (بالإنجليزية: Steven Goldberg)‏ هو عالم إنسان ومؤلف أمريكي، ولد في 14 أكتوبر 1941 في نيويورك في الولايات المتحدة.